# Пелагія Антіохійська

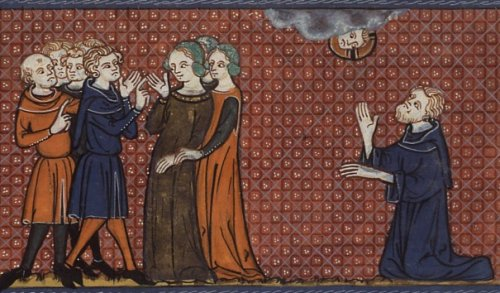
Святий Нонус молиться за Пелагею, яка стоїть зліва, в оточенні молодих хлопців і дівчат.

Пелагія Антіохійська, також Елеонська, Палестинська, — ранньохристиянська свята що, за легендами, жила у IV–V столітті. День пам'яті відзначається 8 жовтня (для церков які використовують юліанський календар ця дата відповідає 21 жовтня по григоріанському календарю).
Згідно Житія, Пелагія була актрисою, танцівницею або повією у Антіохії, і вела розкішне і розпусне життя. За свою любов до прикрас вона отримала прізвисько Маргарита (перлина). Але почувши проповідь святого Нонна, розкаялася, навернулася у християнство, і вирішила покинути своє старе життя. Порадившись з Нонном, вона перевдяглася у чоловічий одяг, змінила ім'я на Пелагіус, і переїхала в Єрусалим, оселившись в печері на Оливковій горі. Так вона прожила аж до смерті, прославившись своїми скромністю і благочестям (за легендою, навіть смерть її була спричинена її аскетичним способом життя), і лише під час підготовки тіла до захоронення було виявлено біологічну стать святого.
Пелагія вважається одним з найбільш архетипічних прикладів популярного у середньовіччі мотиву святих-кросдресерів, тобто святих жінок, що стали відомими у чоловічому образі. Деякі дослідники навіть вважали, що життєписи більшості таких святих були саме варіаціями біографії святої Пелагії. Зараз ця точка зору не вважається правильною, проте деяких з них, наприклад, святу Маргарету, пов'язують з Пелагією.
Історія про життя Пелагії відома з розповіді геліопольського диякона Якова (або ж Якоба).
Свята Пелагія вважається покровителькою актрис.